# Козиониха
Козиониха - деревня в составе Ивановского сельского поселения Шарьинского района Костромской области России.

## География
Расположена на берегу Ветлуги.

## История
Согласно Спискам населенных мест Российской империи в 1872 году деревня относилась к 2 стану Ветлужского уезда Костромской губернии. В ней числилось 8 дворов, проживало 28 мужчин и 42 женщины.
Согласно переписи населения 1897 года в деревне проживало 157 человек (65 мужчин и 92 женщины).
Согласно Списку населенных мест Костромской губернии в 1907 году деревня относилась к Рождественской волости Ветлужского уезда Костромской губернии. По сведениям волостного правления за 1907 год в деревне числилось 24 крестьянских двора и 221 житель. В деревне имелась кузница. Основным занятием жителей деревни был лесной промысел.

## Население
| 2008 | 2010 | 2014 | 2024 |
| ---- | ---- | ---- | ---- |
| 189  | ↘185 | ↘179 | ↘133 |